# La Piscine (musée)
Pour les articles homonymes, voir Piscine (homonymie).
La Piscine, ou musée d'art et d'industrie André-Diligent, est un musée de Roubaix qui présente des collections composites d'arts appliqués et de beaux-arts constituées à partir du XIXe siècle comprenant des tissus, des pièces d'arts décoratifs, des sculptures, des peintures, des céramiques et des dessins.
Il est installé dans une ancienne piscine de style Art déco, construite entre 1927 et 1932 par l'architecte lillois Albert Baert, d'où son surnom « La Piscine ».
La Piscine propose aussi de nombreuses conférences, des activités de découverte des cinq sens, des cours de l’École du Louvre ; on y trouve également une boutique dédiée ainsi qu'un restaurant / salon de thé de la maison Méert de Lille.
La Piscine est un service de la Ville de Roubaix. Elle est reconnue « Musée de France » par le ministère de la Culture qui, via la Direction Régionale des Affaires Culturelles Hauts-de-France, aide ses projets. La Région Hauts-de-France participe à son financement. La Métropole Européenne de Lille lui apporte son soutien ponctuel sur la programmation artistique. Elle est soutenue de manière permanente par son association d’Amis de La Piscine et son Cercle d’Entreprises Mécènes.

## Histoire du musée

### Création du musée
L'origine du musée remonte à 1835, lorsque des manufacturiers de la ville décident de constituer un fonds d'échantillons de leur production textile, déposé au Conseil des prud'hommes, à des fins de protection commerciale et industrielle de leurs dessins et créations. En 1861, il est confié à Théodore Leuridan, archiviste à la bibliothèque de la ville, qui est parvenu à convaincre la municipalité d'y adjoindre une section muséale. Il y regroupe des objets recueillis dans les anciens établissements religieux de la ville et d'autres reçus en don de particuliers ou acquis grâce à un petit budget ouvert à partir de 1862. En 1864, le gouvernement commence à attribuer quelques œuvres au musée, reconnaissant ainsi la création d'un musée de peinture et de sculpture de Roubaix, qui ouvre ses portes au public en 1865.
En 1882, la ville crée avec l’État une école d’ingénieurs pour le textile, l’École nationale supérieure des arts et industries textiles (ENSAIT). Intégrées au projet de l’école pour permettre aux futurs ingénieurs d’acquérir une connaissance artistique, les collections du musée et de la bibliothèque de la ville lui sont apportées en 1889, date de son inauguration. Le musée devient alors musée national. À partir de 1902, Victor Champier, ancien directeur de la Revue des Arts Décoratifs nommé directeur de l'école, développe considérablement les collections, par ses achats d'œuvres contemporaines, comme par les dons de l'État ou de particuliers qu'il suscite. Mais, après sa mort en 1929, le musée tombe en désuétude.
En 1940, le musée ferme ses portes en raison de la guerre. Il ne les rouvre pas et, en 1959, le musée est déclassé par l’État. Ses collections sont alors pour partie dispersées, ne laissant subsister dans l'école qu'un dépôt sans inventaire, très détérioré.
En 1924, un nouveau musée municipal, installé au rez-de-chaussée de l’hôtel de ville, est fondé pour recevoir la donation d'une cinquantaine de tableaux du peintre roubaisien Jean-Joseph Weerts. Le sculpteur Marcel Guillemyn, chargé du musée Weerts à partir de 1963, se passionne pour le patrimoine de l'ancien musée industriel et entreprend de récupérer une partie de la collection et de la stocker dans les bureaux de l’hôtel de ville. Mais le musée municipal ferme ses portes à son tour en 1981.

### Installation dans La Piscine
Dès les années 1970, l'idée est évoquée de faire évoluer le musée municipal pour créer un musée d'art et traditions populaires. Le projet n'aboutit pas, mais la réflexion se poursuit et un premier conservateur professionnel, Didier Schulmann, est engagé par la ville dans les années 1980 pour porter un projet de création d’un musée des beaux-arts dans ses locaux originels de l'ENSAIT. Mais aucun accord n’est trouvé entre la mairie et le ministère de l’Éducation nationale à qui appartient le bâtiment et le changement de majorité municipale en 1983 met le projet en attente. En 1989, une nouvelle équipe est constituée, dirigée par Bruno Gaudichon, pour relancer le projet. Différents sites sont envisagés pour accueillir le musée (l’ancienne poste, la friche Motte-Bossut) avant que ne surgisse l'idée de reconvertir l’ancienne piscine municipale, récemment fermée, en musée.

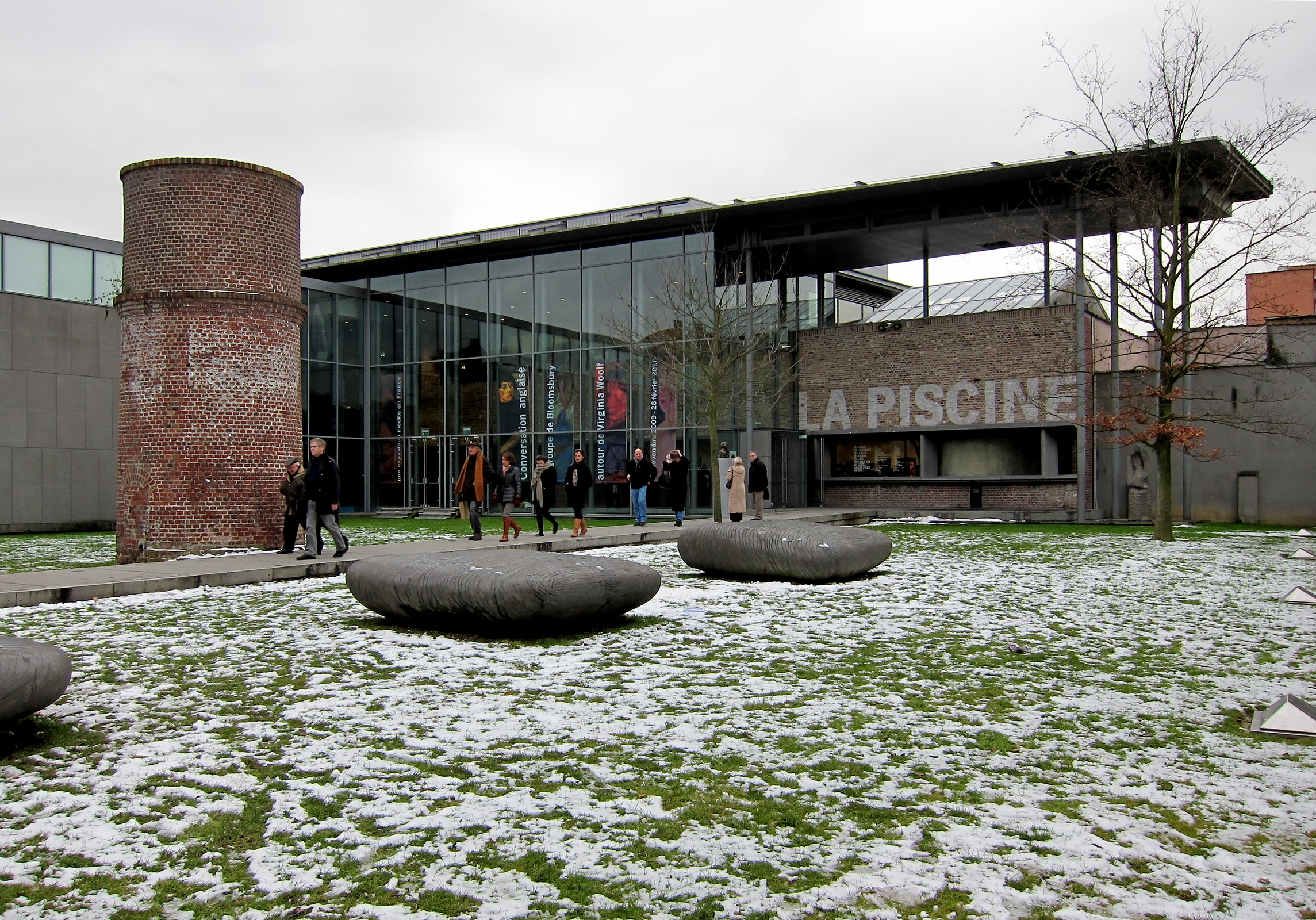
L'entrée du musée.

L'origine de sa construction date de 1922 lorsque, porté par le mouvement hygiéniste, le maire de Roubaix Jean-Baptiste Lebas charge l'architecte Albert Baert de construire « la plus belle piscine de France ». Il faut dix ans pour mener à bien le projet, les travaux commencent réellement en 1927 et la piscine ouvre ses portes en 1932. Construite dans le style Art déco, c'est à la fois une piscine sportive, avec son bassin olympique de 50 mètres, et un établissement public de bains-douches. Le complexe est organisé autour d'un jardin, la roseraie, à l'image des abbayes cisterciennes. Le bâtiment principal renferme le bassin, éclairé de vitraux qui symbolisent le soleil levant et le soleil couchant. Il est encadré de baignoires disposées sur deux étages, le long des façades sur jardin. Il comprend également un « réfectoire des nageurs », un salon de coiffure, de manucure et de pédicure, des bains de vapeur et une laverie industrielle. La piscine commence à se dégrader dans les années 1970, mais reste en activité jusqu'en 1985, date à laquelle elle est fermée pour raisons de sécurité.
En 1990, le conseil municipal et la direction des musées de France valident le projet de reconversion de la piscine et une salle de préfiguration du musée est ouverte à l’Hôtel de Ville afin de présenter, par roulement, les collections du futur musée. Le projet est confirmé en juillet 1992. La même année, une convention est signée entre l’État et la Ville de Roubaix qui transfère la propriété des collections de l'école nationale supérieure des arts et industries textiles à la ville.
À la suite d'un appel à projets international ouvert en décembre 1993, le chantier est confié à l'architecte Jean-Paul Philippon. Les travaux, d'un coût total de 19,5 M€ dont 12,1 M€ subventionnés, s'échelonnent de janvier 1998 à la fin de l'automne 2001 et l'inauguration du musée a lieu le 20 octobre 2001. Le musée bénéficie alors d'importants dépôts des musées nationaux, où la sculpture est fortement représentée, notamment dans la donation du musée d’Orsay.
Dès 2002, le musée accueille plus de 200 000 visiteurs.

### Extension

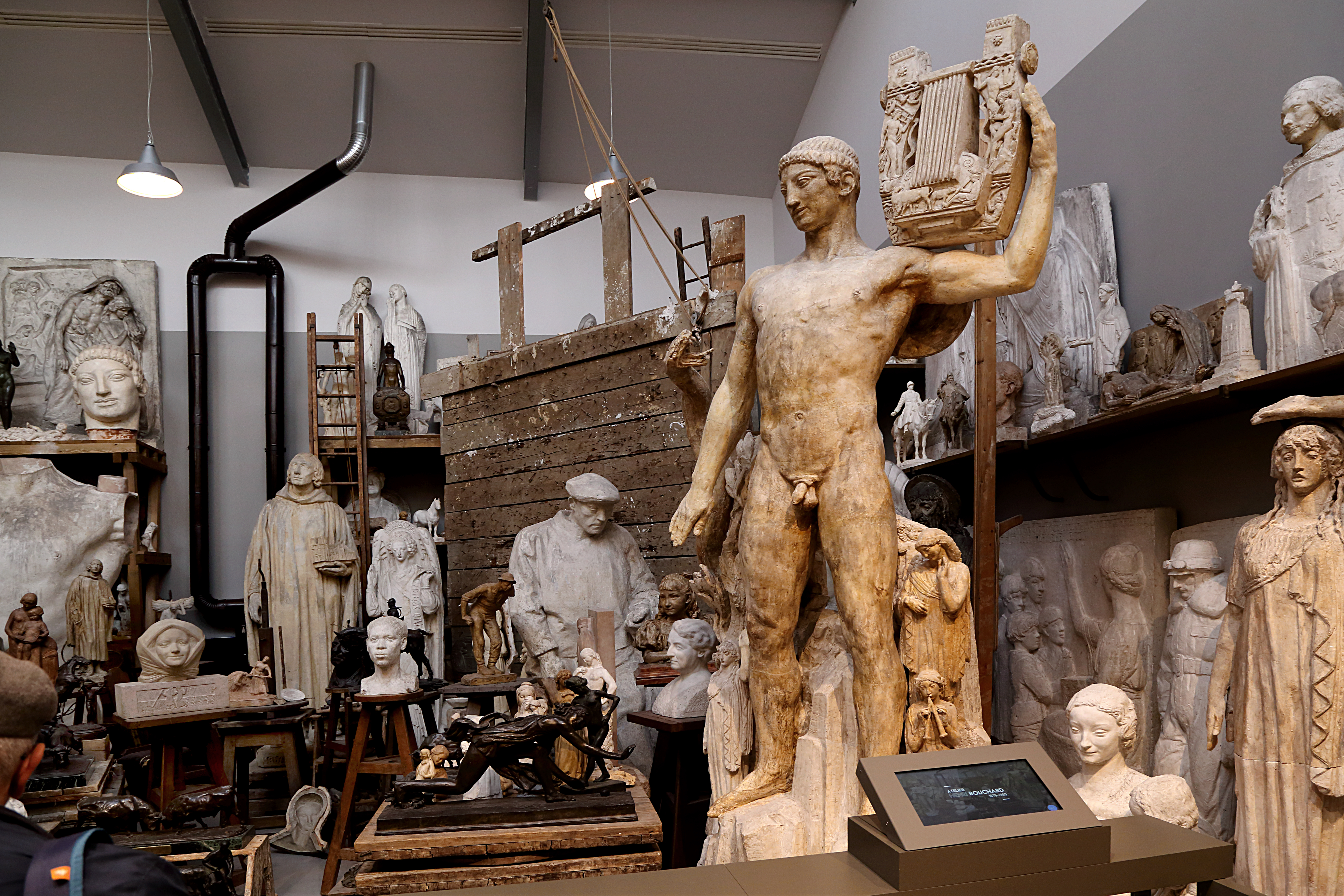
L'atelier d'Henri Bouchard.

En 2005, le succès d'estime et de fréquentation du musée amène le conseil municipal à voter le lancement d’une étude en vue d’un agrandissement de 400 m2, destiné notamment à accueillir les œuvres du sculpteur Henri Bouchard, données au musée par la famille de l’artiste, et deux ateliers supplémentaires pour les enfants. Ce projet reçoit le soutien de l’État et se trouve inscrit dans le Plan Musée en régions 2011-2013.
Remanié et revoté par le conseil municipal en 2011, 2012 et 2013, le projet d'extension, confié à l’architecte Jean-Paul Philippon, porte désormais sur la création de salles consacrées aux artistes du groupe de Roubaix, une nouvelle aile consacrée à la sculpture incluant la reconstitution grandeur nature de l’atelier d'Henri Bouchard, une salle consacrée à l’histoire de Roubaix et des ateliers pour le jeune public, soit une surface totale d'extension de 1 600 m2.
Les travaux, d'un coût prévisionnel de 7,8 millions d’euros TTC cofinancé par le mécénat, le conseil régional, le département, la Métropole européenne de Lille, la Ville de Roubaix et l'État, devaient commencer fin 2015 pour une durée d’environ deux ans. En juin 2015, après que la région, le département et l'État se sont engagés à contribuer au financement du projet, à hauteur respectivement de 2,15 M€, 0,3 M€ et 1,35 M€, la métropole européenne de Lille s'engage à son tour sur une participation de 1,05 M€, autorisant ainsi le lancement d'un appel d'offres. Mais le surcoût probable de la réalisation du projet à l'issue de cet appel d'offres conduit à en revoir les conditions et à reporter l'ouverture du chantier à la mi-2016.
Le musée agrandi ouvre le 20 octobre 2018, après dix-huit mois de travaux dont six mois de fermeture. Sur 2 300 m2 supplémentaires, il accueille de nouveaux espaces consacrés à l'histoire de Roubaix, à la sculpture, au Groupe de Roubaix, aux expositions temporaires et aux jeunes publics. Le coût total des travaux est de 9,3 millions d'euros. Dès sa réouverture, le musée agrandi reçoit les éloges de la presse nationale et internationale, confirmant la place privilégiée de La Piscine dans les Hauts-de-France, en France et en Europe. Le succès est confirmé par les chiffres d'entrée des visiteurs depuis sa réouverture avec  25 000 visiteurs le premier jour et plus de 40 000 personnes le premier mois.

## Histoire des collections

### Dotation initiale
Les collections du musée rassemblent celles du musée industriel de Roubaix et celles du musée municipal consacré au peintre d’origine roubaisienne Jean-Joseph Weerts.
Plusieurs collections sont aujourd'hui présentées au public sur un espace d'environ 8 000 m2 :
- une collection de textiles comprenant des milliers d'échantillons de la production française de 1835 à 1940 et des pièces textiles allant de l'Antiquité (Égypte) à la création contemporaine ;
- une collection de mode ;
- une collection de céramique ;
- un fonds ethnographique sur l'industrie textile ;
- et un fonds beaux-arts constitués d'œuvres des XIXe et XXe siècles : Camille Claudel, Henri Fantin-Latour, Jean-Léon Gérôme, Jean-Auguste-Dominique Ingres, Tamara de Lempicka (La Communiante), Kees van Dongen, Charles Hoffbauer… ;
- un espace consacré à l'histoire de Roubaix ;
- un espace sculpture.

### Legs et donations

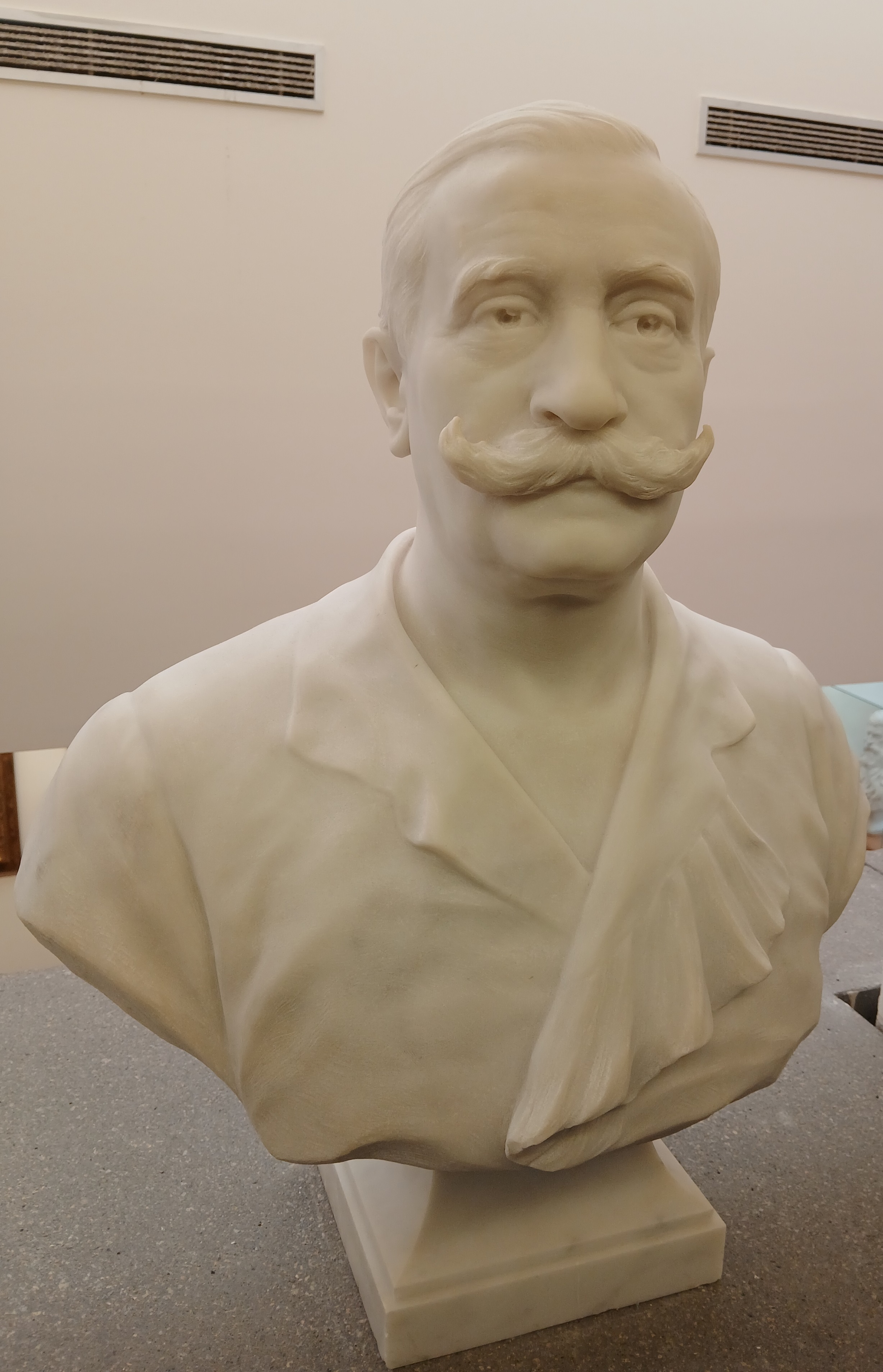
Buste, par Auguste Maillard, du négociant Henri Selosse (1857-1923), qui a légué sa riche collection au musée de Roubaix.

En 1924, la même année que celle de la donation Weerts, Henri Selosse, riche négociant du textile roubaisien, lègue sa collection au musée de l'École nationale supérieure des arts et industries textiles. Ce fonds constitué de peintures, de dessins, de sculptures et d’objets d’art ainsi que du mobilier de son hôtel particulier, représente une part importante des collections du musée actuel.
À la fin des années 1990, la famille du sculpteur Henri Bouchard souhaite transmettre à la ville de Paris le fonds du musée Bouchard, classé musée de France en 1985, installé dans l'atelier de l'artiste dans le 16e arrondissement de Paris. La ville de Paris ayant décliné la proposition, les liens d'amitié entre les conservateurs respectifs des musées et la directrice générale de l'Institut national d'histoire de l'art conduisent à envisager son transfert au musée de Roubaix. Par un arrêté ministériel de décembre 2006, l'État autorise le transfert du fonds qui, outre l'atelier resté en l'état, compte 1 296 œuvres, constituées de sculptures et de dessins. Le bien fondé du transfert à Roubaix et du projet de construction d'une extension du musée pour l'accueillir suscite toutefois des réactions, notamment des élus verts de Roubaix et d'une partie de la communauté juive, en raison de l'attitude de l'artiste pendant la Seconde Guerre mondiale au cours de laquelle il exprime publiquement une certaine sympathie pour l'occupant allemand.

## Collections

### Peinture

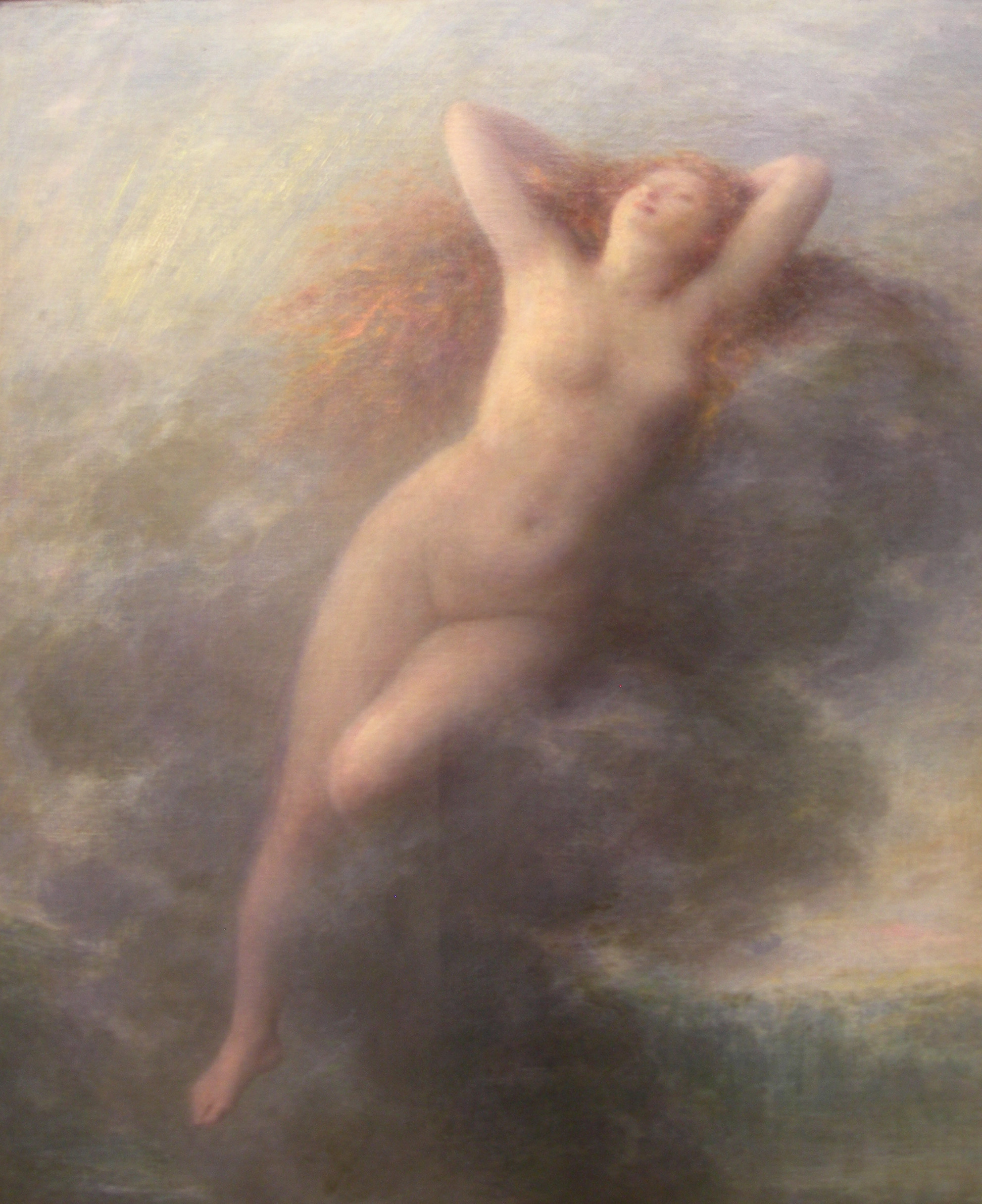
Henri Fantin-Latour, Le Matin.

- Émile Bernard : Autoportrait (1897).
- Bessie Davidson : Intérieur (avant 1927), détrempe sur carton[18].
- Rémy Cogghe : Combat de coqs en Flandre (1889).
- Henri Fantin-Latour :
  - Le Matin ;
  - Le Soir.
- Eugène Leroy : Autoportrait, huile sur toile (1959).
- Jules Le Roy : Chats dans une commode (1900), huile sur bois[19].
- Marc Ronet Fillette (1970).
- Marcel Gromaire : Les Loisirs, huile sur toile (1936).
- Charles Hoffbauer : Sur la plage, huile sur toile (1907).
- William Laparra : Portrait de jeune fille au turban vert (1912).
- Tamara de Lempicka : La Communiante (1929).
- André Missant, Femme Lisant, huile sur panneau.
- René Prinet : La Lecture, huile sur toile (avant 1914).
- Jean Roulland : Vieille femme, huile sur toile (1952).
- Jean-Joseph Weerts : L'Assassinat de Marat, huile sur toile (1880).
- Gabriel-Sébastien Simonet dit Sébastien (1909-1990) : Maroc (1931), huile sur toile[20].
- Théophile Alexandre Steinlen : Chat sur un fauteuil (1880).
- Édouard Vuillard : Les Enfants au jardin (1929).
- Tsugouharu Foujita : Au café (1949).
- Robert Lotiron :Sablière au bord des quais, huile sur toile.

### Art graphique
- Michel Delporte : Papiers découpés, collage d'héliogravure sur papier (1957).
- Gabriel-Sébastien Simonet dit Sébastien (1909-1990) :
  - Maroc 1931-1932, aquarelles[21] ;
  - Œuvres sur papier[22].

### Sculpture

#### XIXesiècle
- Antoine-Louis Barye :
  - Gnou, bronze[23] ;

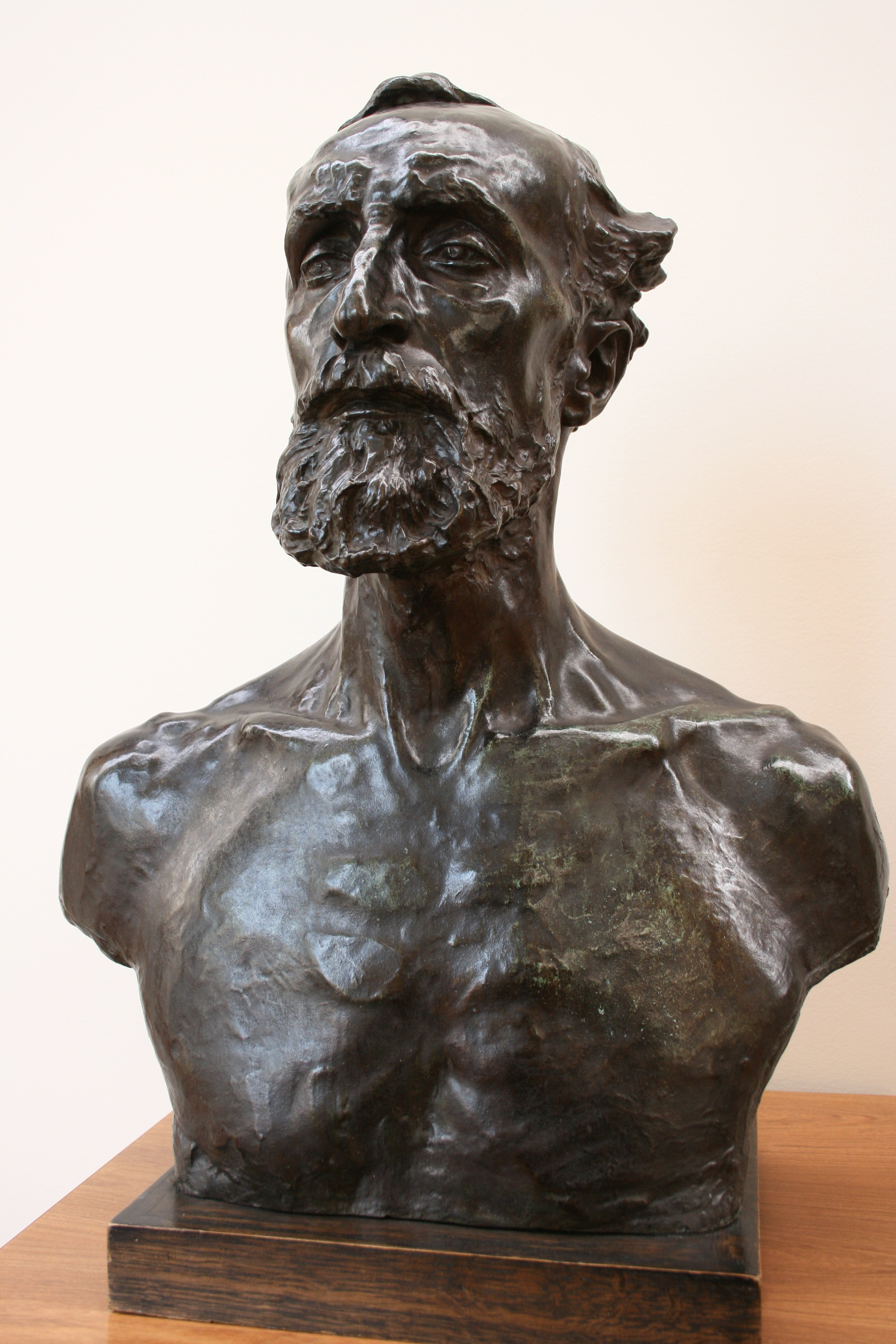
Auguste Rodin, Buste du sculpteur Jules Dalou (1883).

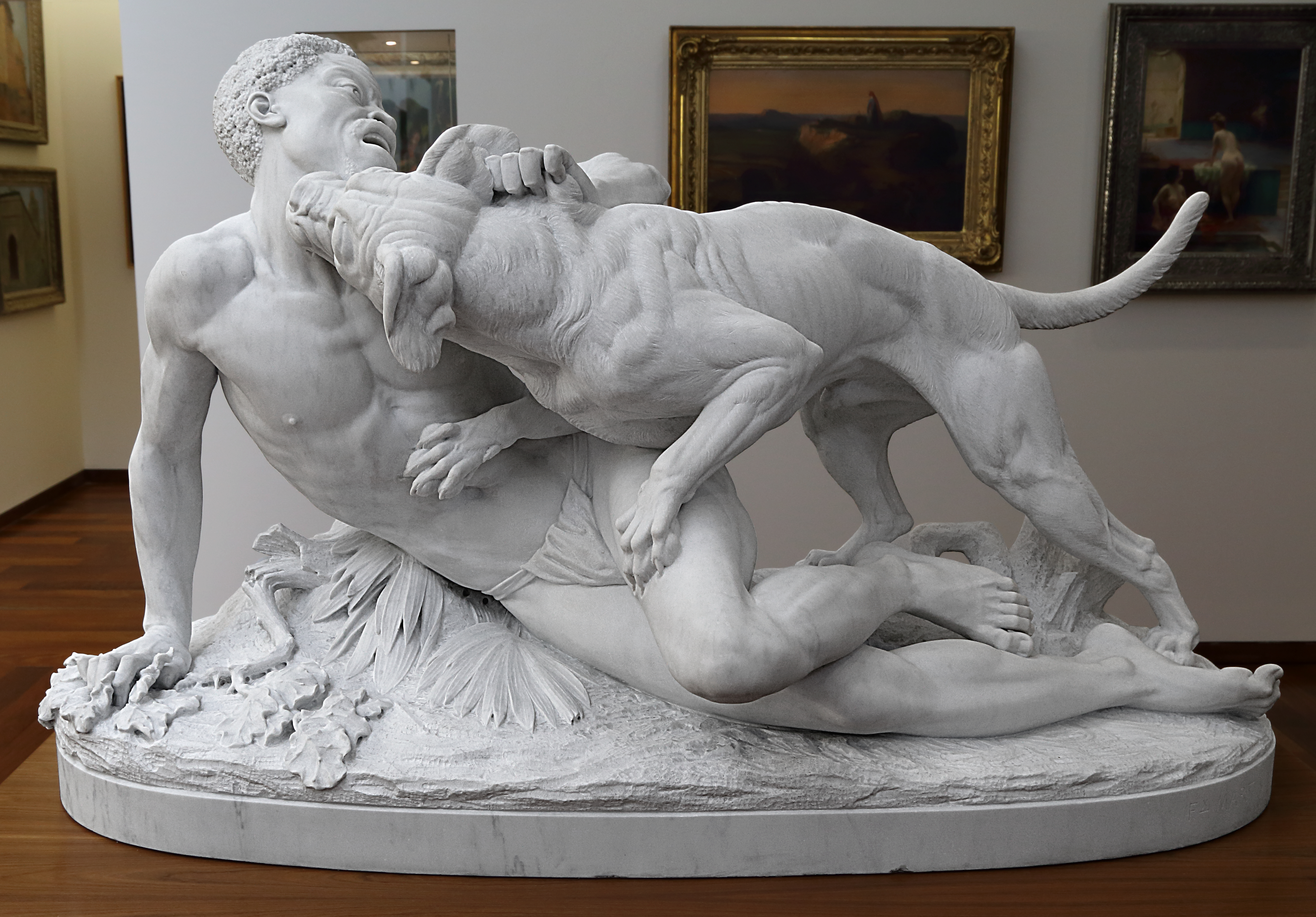
La Chasse au nègre', marbre de Félix Martin (1873).

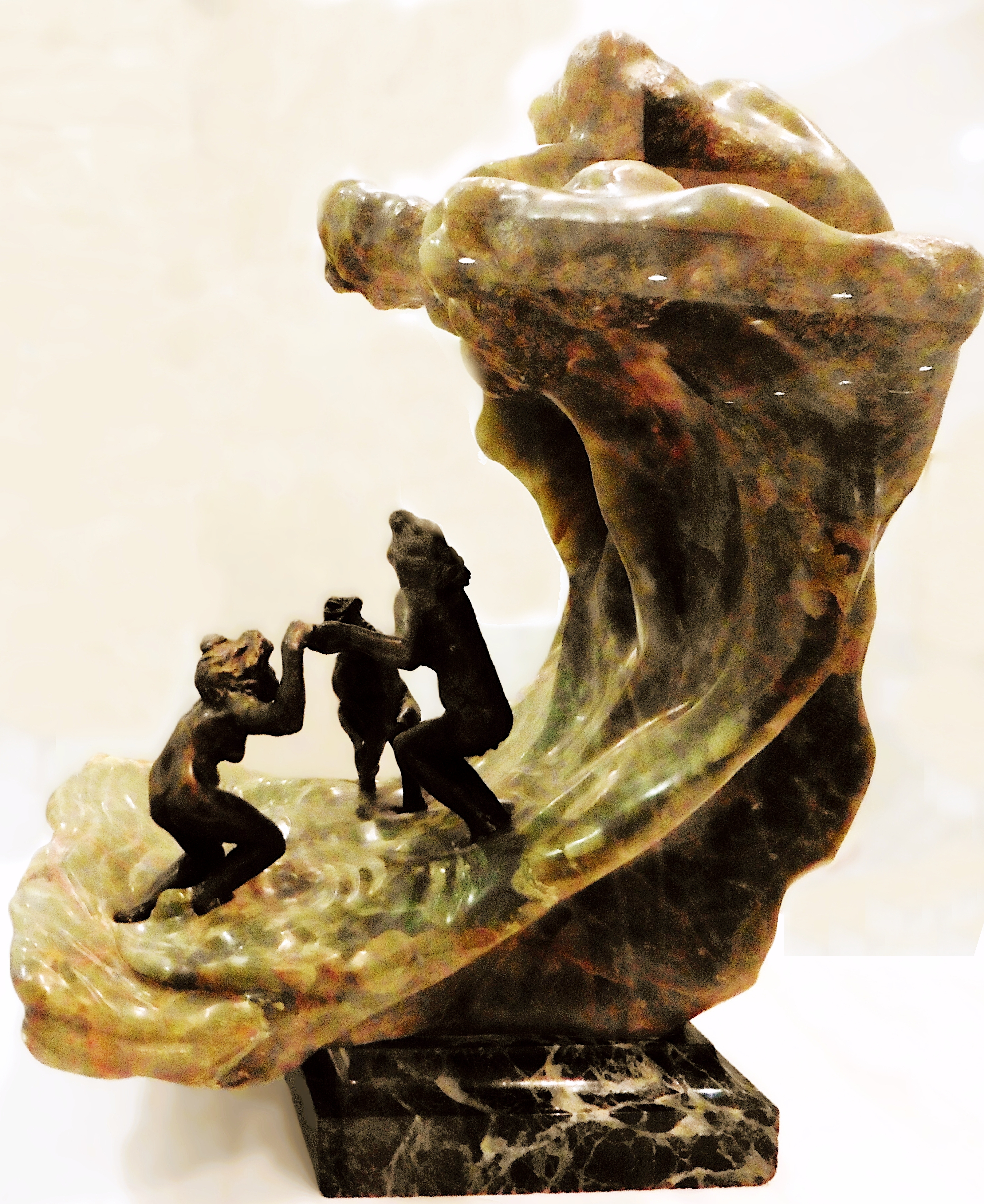
La Vague, de Camille Claudel.

  - Tigre surprenant un cerf, dit aussi Tigre dévorant un cerf, bronze[24] ;
  - Ours Assis[25].
- Albert Bouquillon : Jean Zay, buste en plâtre patiné bronze, 1939.
- Camille Claudel :
  - Les Causeuses, plâtre (1893-1895)[26].
  - La Petite Châtelaine, buste (1896).
  - La Vague, marbre, onyx et bronze (vers 1897-1903).
  - L'Implorante, bronze (1899).
- Jules Dalou : Le Grand Paysan, grès.
- Eugène Deplechin : Amphitrite, plâtre (1893).
- André Laoust : Pierrot, 1889, plâtre[27].
- Félix Martin : La Chasse au nègre, en 1873, marbre[28].
- Paul Richer : Le Bûcheron de la forêt de La Londe (1899), grès cérame de Sèvres[29].
- Auguste Rodin : Buste du sculpteur Jules Dalou (1883), bronze.
- Jules Salmson : Haendel (1874), plâtre original pour le décor de l'Opéra de Paris[30].
- Alexandre Schoenewerk :
  - Lulli (1874), plâtre original pour le décor de l'Opéra de Paris[31] ;
  - Jeune Fille à la fontaine, marbre.
- Anonyme : Homme jouant avec un enfant, statuette, ivoire[32].

#### XXesiècle
- Armand Bloch : Masques de peintres, sculpteurs, architectes et graveurs français du XIXe siècle et contemporains, 1913, chêne ciré.
- Antoine Bourdelle : Baigneuse : Vénus à sa toilette, 1906, bronze.
- Enrico Campagnola : Jeune fille, 1973, fer soudé.
- Demetre Chiparus : Danseuse exotique, bronze patiné.
- Alphonse-Amédée Cordonnier : Le Semeur, 1907, plâtre.
- Eugène Dodeigne :
  - Vierge, 1956, pierre de Soignies ;
  - Buste de femme, 1960, pierre de Soignies ;
  - L'Homme des Neiges, 1960, pierre calcaire ;
  - Tête, 1965, pierre de Soignies.
- Félix Joffre : L'Athlète, esquisse (1938), plâtre[33].
- Gaston Lachaise : Dynamo Mother, 1933, bronze et socle en marbre noir.
- Jean Lambert-Rucki : L’Homme au pardessus, 1937, bois peint.
- Pierre le Faguays : Le penseur (vers 1930), terre-cuite.
- Clarisse Lévy-Kinsbourg : Femme marocaine et son enfant (1940), terre cuite.
- Marcel Mérignargues : Ève et le serpent, 1936, plâtre.
- André Missant, Buste de Maxence Van der Meersch[34].
- Jedd Novatt : Chaos Vasco 1, 2008, bronze.
- François Pompon : Ours blanc, tête monumentale, 1922, plâtre original patiné.
- Pierre Roche : La Délivrance. Retable allégorique, 1905-1911, Bois, plomb, plâtre et bronze.
- Auguste Rodin : Buste de Lady Victoria Sackville – West, 1913-1914, plâtre.
- Jean Roulland :
  - Les Enchaînés, 1972, bronze ;
  - Le Christ oublié, 1975, bronze.
- Carlo Sarrabezolles : Tête du génie de la mer, 1935, plâtre.
- Pierre Wemaëre : Composition aux végétaux, 1937[35].
- Robert Wlérick : La Petite Landaise, 1911, bronze.

Arts appliqués
- Jacques Nam : Les Panthères, écran de cheminée, métal[36]
- Hanneke Fokkelman (né en 1955): Vase, 1990, terre-cuite et pâte de verre[37].
- Pablo Picasso :
  - Gros oiseau visage noir, céramique, Madoura (1951) ;
  - no 14 : Figure de Proue (1952), pichet en faîence[38] ;
  - no 15 : Profil de Jacqueline (1956), plat en faîence[39] ;
  - no 16 : Plat au faune cavalier (1956), faîence[40] ;
  - no 17 : Plat au poisson (1956), faîence[41] ;
  - no 19 : Petites têtes (1953), pichet en faîence[42].
- Primavera (atelier d'art appliqué, créé en 1912) : Nageur, faîence[43].
- Constant-Ambroise Roux : L'Eau (1904), panneau en grès émaillé de Sèvres[44].
- Gabriel-Sébastien Simonet dit Sébastien (1909-1990)
  - Bijoux en terre cuite[45] ;
  - Boussoles en terre cuite[46].

#### Photographie
- Gabriel-Sébastien Simonet dit Sébastien (1909-1990) : fonds de négatifs et tirages positifs, années 1930[47].

### Fréquentation
Depuis son ouverture, fin 2001, le musée accueille environ 200 000 visiteurs par an. La fréquentation enregistre un pic en 2004, année de Lille 2004 où Lille est capitale européenne de la culture, avec plus de 250 000 entrées, et en 2012, année de la troisième édition de Lille 3000, où elle s'en approche.
En 2024, le musée bénéficie d'un afflux de fréquentation au cours de l'été grâce aux JO (+15% par rapport à la même période de 2023). La rétrospective sur Eugène Dodeigne a notamment attiré 77 970 visiteurs.
La clientèle est principalement française, des Hauts-de-France et de toute la France, et européenne du nord de proximité: belge, luxembourgeoise, néerlandaise, allemande et britannique. 
Nombre de visiteurs par an
| 2001                                                                 | 2002    | 2003    | 2004    | 2005    | 2006    | 2007    | 2008    | 2009    | 2010    | 2011    | 2012    | 2013    | 2014    | 2015    | 2016    | 2017    | 2019    |
| -------------------------------------------------------------------- | ------- | ------- | ------- | ------- | ------- | ------- | ------- | ------- | ------- | ------- | ------- | ------- | ------- | ------- | ------- | ------- | ------- |
| 99 278                                                               | 212 554 | 145 185 | 251 890 | 170 528 | 165 000 | 219 404 | 177 621 | 207 619 | 228 830 | 206 120 | 248 984 | 192 543 | 203 819 | 242 684 | 216 657 | 190 868 | 280 484 |
| Sources des données : Ministère de la Culture et de la Communication |         |         |         |         |         |         |         |         |         |         |         |         |         |         |         |         |         |

|           | 2022    | 2023    | 2024    |
| --------- | ------- | ------- | ------- |
| Visiteurs | 267 726 | 297 667 | 286 847 |

## Expositions temporaires
- « Marc Chagall et la céramique », du 19 octobre 2007 au 19 janvier 2008 Plus de 150 céramiques, toiles, sculptures, gouaches et gravures.
- « Guidette Carbonell », du 19 octobre 2007 au 19 janvier 2008 Rétrospective de l’œuvre textile et céramique de l'artiste.
- « Donation de La Pluie d’Oiseaux », du 19 octobre 2007 au 19 janvier 2008 Plus de 100 œuvres d’artistes régionaux offertes au musée d’art contemporain de Soulaimany, au Kurdistan irakien.
- « Laurie Karp », du 19 octobre 2007 au 19 janvier 2008
- « Émile-Othon Friesz (1874-1949) : le fauve baroque », du 17 février au 20 mai 2007
- « Carlo Sarrabezolles : De l'esquisse au colossal », du 21 juin au 21 septembre 2008
- « Gabriel-Sébastien Simonet dit Sébastien (1909-1990) : Le Maroc de Sébastien », du 17 mars au 20 mai 2007
- « Francis Harburger : Le langage de la peinture », du 18 octobre 2008 au 1er février 2009
- « Wemaëre et Jorn, la force des contraires. Une amitié franco-danoise au XXe siècle », du 12 octobre 2013 au 12 janvier 2014
- « Camille Claudel : Au miroir d'un art nouveau », du 8 novembre 2014 au 8 février 2015[52]
- « Nathalie Lété : Mes (petites) histoires… », du 21 mars au 21 juin 2015
- « Marc Chagall, les couleurs de la musique », du 24 octobre 2015 au 31 janvier 2016
- « Picasso, l'homme au mouton », du 20 octobre 2018 au 20 janvier 2019
- « Giacometti, portrait d'un héros », du 20 octobre 2018 au 20 janvier 2019
- « Di rosa, l'œuvre au monde », du 20 octobre 2018 au 20 janvier 2019
- « L'Algérie de Gustave Guillaumet (1840-1887) », du 9 mars 2019 au 2 juin 2019
- « Susanne Hay : À la piscine », du 6 novembre 2021 au 6 février 2022
- « Boris Taslitzky (1911-2005) : l'art en prise avec son temps », du  19 mars au 19 juin 2022[53].
- « Eugène Dodeigne : rétrospective » du 12 octobre 2024 au 12 janvier 2025[54],[55]
- « Rodin /Bourdelle. Corps à corps » du 1er mars 2025 au 1er juin 2025[56],[57]

## La Piscine dans le cinéma
- Meurtres à Lille, (série télévisée, saison 5, épisode 10, 2018). Le musée est le cadre principal de l'intrigue du téléfilm avec un meurtre commis au sein de ses murs[58].
- La Vie d'Adèle : Chapitres 1 et 2, film d'Abdellatif Kechiche sorti en 2013. Une scène du film se déroule dans le musée, que les deux protagonistes visitent ensemble.

## Galerie

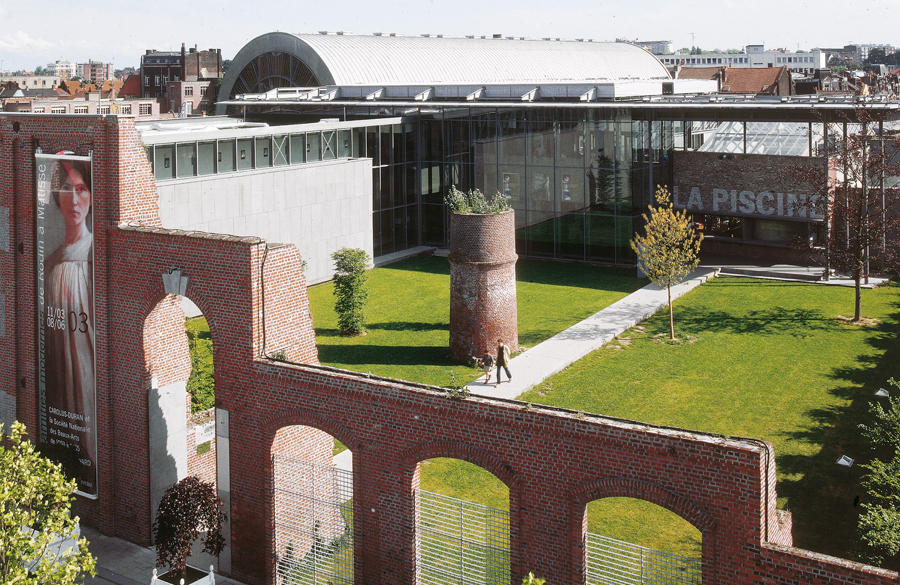
Entrée.
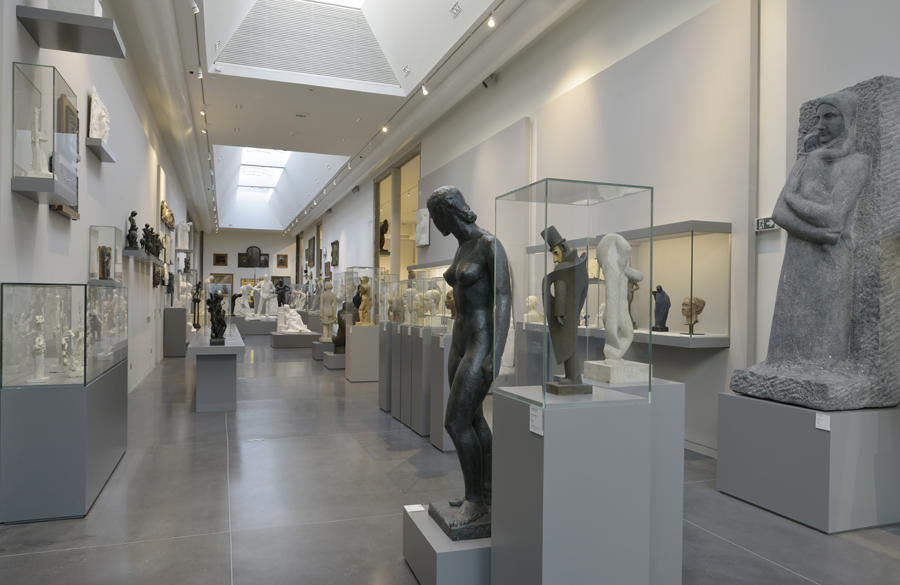
Galerie centrale.
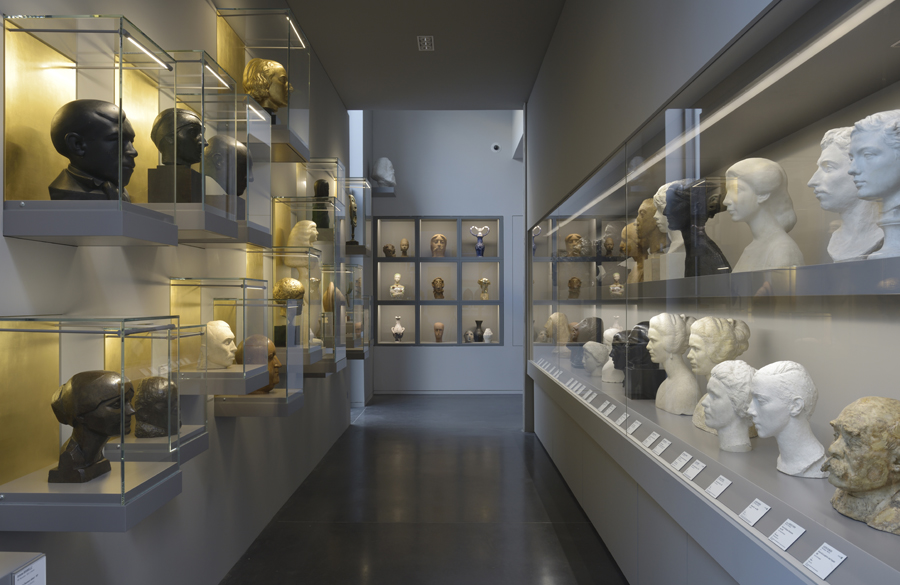
Galerie des portraits.